# 小林吉之助
小林 吉之助（こばやし きちのすけ、1881年（明治14年）3月3日 - 1968年（昭和43年）4月2日）は、政治家。第11 - 14代八王子市長を務めた。勲四等瑞宝章、藍綬褒章受章。

## 略歴
1881年（明治14年）3月神奈川県高座郡上溝村（溝村、上溝町を経て現相模原市）に資産家根岸家の次男として生まれる。高等小学校時代から成績は良く法曹界を目指し東京法学院に進学し1901年（明治34年）卒業するが脚気衝心に罹り療養生活に入る。1907年には小林家に婿入り。1916年（大正5年）八王子町議会議員に当選（1期）。1918年（大正7年）には八王子織物同業組合評議員に選出。副組合長を経て1924年（大正13年）に組合長に就任した他、武相甲織物同業組合連合会会長・東京府織物工業組合理事長など織物関係の組合の要職に就任。力織機を八王子織物に導入しかつ八王子織物の主力であった男物の着物から婦人物を生産させるという転換を行った。1930年（昭和5年）には全国銘仙連盟会委員長に、1942年には八王子商工会議所会頭に就任している。1944年（昭和19年）藍綬褒章受章。
1945年（昭和20年）10月29日八王子市長就任。1957年（昭和30年）に不祥事で退任するまで八王子市立新制高等学校・八王子市立新制女子高等学校の設置（2校とも現東京都立富士森高等学校）。北八王子工業団地・東浅川・狭間での区画整理、八王子駅南口開設、市営住宅設置を行った他横山村、元八王子村、恩方村、川口村、加住村、由井村を合併した。1957年（昭和30年）～1959年（昭和32年）まで初代東京市長会会長を務めた。退任後八王子市参与、中央大学地方委員、自民党八王子支部最高顧問を務めた。1965年（昭和40年）勲四等瑞宝章受章。1968年（昭和43年）4月2日死去。